# Šarek
Šarek ali Šerek je bil malo znan faraon iz drugega vmesnega obdobja Egipta.
Egiptologa Nicolas Grimal in William C. Hayes sta predlagala, da se Šarek poistoveti s kraljem Salitisom, ki je bil po Manetonovi Egiptiaki (Zgodovina Egipta) iz 2. stoletja pr. n. št. ustanovitelj hiške Petnajste egipčanske dinastije. Domnevata tudi, da je bil Šarek/Salitis ista oseba kot faraon Šeši iz drugega vmesnega obdobja Egipta, ki je omenjen na skoraj 400 skarabejskih pečatih.

## Dokazi
Edini dokaz o Šarekovem obstoju je zapis v rodoslovju svečenika Ankhefensekmeta, ki je živel na koncu Dvaindvajsete dinastije, se pravi več stoletij po Šarekovi domnevni vladavini. Danski egiptolog Kim Ryholt verjetno prav zato dvomi v njegov obstoj. V svečenikovem rodoslovju je omenjen eno generacijo pred dobro znanim hiškim vladarjem Apepijem I. iz Petnajste dinastije. Svečenikovo rodoslovje je na ogled v berlinskem Neues Museum (kataloška številka 23673).